# Cratere Lena
Lena  è un cratere sulla superficie di Venere.